# Маєток Флондорів у Глиниці

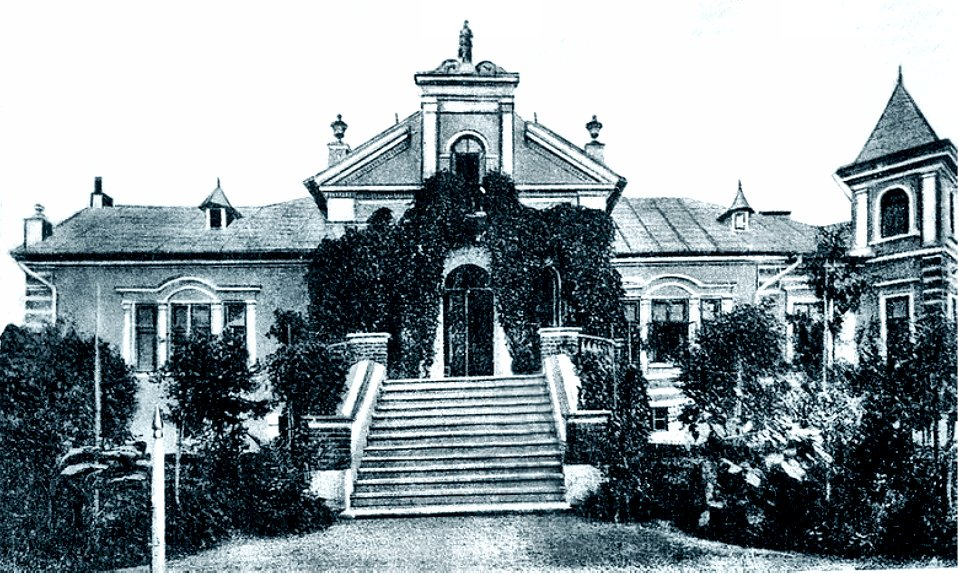
Маєток у 1900р.

Маєток Флондорів у Глиниці - колишній маєток знатного роду Флондорів. Знаходився поблизу с.Глиниця. Побудований в останній третині XIX ст. Зруйнований російськими військами в 1915 році під час Першої світової війни. 

## Історія
Зберігся опис знищення маєтку в віденській газеті  «Landwirtschaftliche Zeitung» від 27 лютого 1915:
|  | Бухарестські газети друкують лист румунського землевласника з Буковини д-ра Емануеля Ріттера фон Флондора, в маєтку якого, у с.Глиниця росіяни вчинили нищення. Знищення почалось з обстрілу будівлі понад 600 осколковими снарядами. Після того, як наші війська відступили, росіяни взялися за роботу: порозкрадали цінності, весь домашній інвентар, а також коней, корів і волів. Вони вкрали 30000 пляшок вина з підвалу і випустили вино з восьми великих бочок. |